# Галиев, Мунавир Мухаметаминович
Мунави́р Мухаметами́нович Гали́ев (1934—2012) — советский передовик сельскохозяйственного производства, Герой Социалистического Труда (1986).

## Биография
Родился 1 августа 1934 года в селе Резяпово Чекмагушевского района Башкирской АССР в крестьянской семье. Башкир.
Окончив в 1957 году Башкирский сельскохозяйственный институт, работал главным ветеринарным врачом в Белянковском совхозе Белокатайского района. В 1959—1967 годах трудился в Дюртюлинском районе ветеринарным врачом птицекомбината, врачом межрайонной ветлаборатории, старшим ветврачом ветлечебницы, главным зоотехником управления сельского хозяйства.
В 1968 году М. М. Галиев был избран председателем колхоза «Уныш» Дюртюлинского района. Под его руководством колхоз стал одним из передовых в Башкирии. Хозяйство успешно выполняло планы по продаже государству сельхозпродукции. При нём была значительно укреплены материально-техническая база и социальная инфраструктура. Так, во всех населённых пунктах колхоза появились школы, клубы, магазины, водопровод.
В 1982, 1983, 1984 годах колхоз «Уныш» становился победителем Всесоюзного социалистического соревнования и награждался переходящими Красными знамёнами ЦК КПСС, Совета Министров СССР, ВЦСПС и ЦК ВЛКСМ. За высокие показатели производства продукции полеводства колхозу было присвоено почётное звание «Хозяйство высокой культуры земледелия».

## Высшая награда
За выдающиеся производственные достижения, успешное выполнение заданий одиннадцатой пятилетки и проявленную трудовую доблесть Указом Президиума Верховного Совета СССР от 29 августа 1986 года Мунавиру Мухаметаминовичу Галиеву присвоено звание Героя Социалистического Труда с вручением ордена Ленина и золотой медали «Серп и Молот».

## Общественная деятельность
М. М. Галиев избирался депутатом Совета Национальностей Верховного Совета СССР 10-го (1979) и 11-го (1984) созывов от Башкирской АССР.

## На пенсии
В 1994 году М. М. Галиев вышел на пенсию. Проживал в селе Нижнеманчарово Дюртюлинского района. Умер 6 сентября 2012 года на 79-м году жизни после тяжёлой болезни.

## Награды
- Герой Социалистического Труда (1986);
- два ордена Ленина (1976, 1986);
- орден Трудового Красного Знамени (1975);
- орден «Знак Почёта» (1971);
- медали СССР;
- почётное звание «Заслуженный работник сельского хозяйства Башкирской АССР».